# Olivier Bonnewijn
Olivier Bonnewijn nasceu em 1966 em Bruxelas. Padre católico belga, leciona na Université catholique de l'Ouest, na França, e é corresponsável pela Unidade Pastoral das Sources Vives, em Bruxelas.

## Biografia

### Formação
Nascido em 29 de setembro de 1966 em Bruxelas, Olivier Bonnewijn completou seus estudos primários e secundários no Saint-Michel College, em Bruxelas. Obteve o bacharelado em filosofia pela Universidade de Namur, depois o mestrado em filosofia pela Universidade Católica de Louvain  (UCL). Prosseguiu os estudos teológicos no Instituto de Estudos Teológicos (IET) de Bruxelas, depois na Pontifícia Universidade Gregoriana de Roma, onde obteve o título de mestre canônico em 1993.
Em junho de 1999 defendeu uma tese de doutorado no Pontifício Instituto João Paulo II para o Matrimônio e a Família da Pontifícia Universidade Lateranense sob o título "La béatitude et les béatitudes dans la Primae Secundae de la Somme Théologique de saint Thomas. Éléments pour une théologie morale de l’agir excellent" .
Em outubro de 2022, obteve a habilitação na Faculdade de Teologia da Universidade de Friburgo em teologia pastoral e prática , .

### Atividade
Membro da Comunidade Emmanuel, Olivier Bonnewijn foi ordenado sacerdote da Diocese de Malinas-Bruxelas em 1993. Co-responsável pela paróquia de Sacré-Cœur de Uccle, leciona na Faculdade Jesuíta de Teologia de Bruxelas (Instituto de Estudos Teológicos). Além disso, tornou-se formador e professor, depois presidente do seminário multidiocesano "Nossa Senhora da Esperança" em Limelette (propedêutica e primeiro ciclo). Foi então nomeado presidente do seminário francófono da Arquidiocese de Malinas-Bruxelas, responsável pela formação dos diáconos permanentes e vigário episcopal para a formação (2011-2017). Diretor Acadêmico do serviço de "Formação e Pesquisa" dentro da Comunidade Emmanuel de 2017 a 2021, é também corresponsável pela Unidade Pastoral das Sources Vives à Bruxelles em Bruxelas . Desde 2021 é professor catedrático da Faculdade de Teologia da Universidade Católica do Ocidente, com orientações em teologia fundamental, prática e pastoral, bem como em ética. Ele segura a cadeira "Ética e inovação"  desta mesma universidade.

## Principais publicações
- La béatitude et les béatitudes. Une approche thomiste de l’éthique, Pontificia Università Lateranense, Roma, 2001, 496 p. ISBN 9788846502100
- AA.VV., La Sequela Christi. Dimensione morale e spirituale dell’esperienza cristiana, a cura di L. Melina e O. Bonnewijn, Lateran University Press, Roma, 2003.
- Éthique sexuelle et familiale, Éditions de l'Emmanuel, 2006, 329 p. ISBN 9782915313666
- « Comandamento e amore. Da Friedrich Nietzsche a Benedetto XVI », in AA. VV., La via dell’Amore. Riflessioni sull’enciclica Deus Caritas est di Benedetto XVI, Pontificio Istituto Giovanni Paolo II per studi su matrimonio e famiglia, Città del Vaticano, 2006, p. 121-134 ; traduit en anglais (Ignatius Press, San Francisco, 2006) et en espagnol (La vía del amor. Reflexiones sobre la Encíclica Deus caritas est de Benedicto XVI, Editorial Monte Carmelo, Burgos, 2006, p. 135-149).
- « Genitori all’indomandi di un divorzio. Alcuni orientamenti di etica teologica », in AA.VV., Olio sulle ferrite. Una risposta alle piaghe dell’aborto e del divorzio, Editore Cantagalli, Siena, 2009, p. 67-103 ; trad. en français (De l'huile sur les blessures. Une réponse aux plaies du divorce et de l'avortement, éd. Parole et Silence, 2009 ISBN 9782353891092 et en espagnol (Aceite en las heridas: Análisis y respuestas a los dramas del aborto y del divorcio, Ediciones Palabra, Castellano, 2011).
- « Gender qui es-tu ? », in Gender, qui es-tu ?, Éditions de l’Emmanuel, Paris, 2012 ; trad. en portugais par Teresa Dias Carneiro, ed. Ecclesiae, Campinas (Brésil), 2015.
- « Perspective catholique sur l’euthanasie », in Levensbeëindiging in de verschillende levensbeschouwingen - L’Euthanasie dans les diverses religions et conceptions philosophiques, Fauzaya Talhaoui (ed.), I.s.m. Yunus Publishing, 2013, p. 113-150. ; trad. en néerlandais « Wegen van menselijkheid », in Emmaus 43 (sept-oct 2012), p. 3-24 ; « Aide-moi, je souffre trop ! » L’euthanasie en discussion, ed. LICAP, Bruxelles, 2013.
- La Famille dans la Bible. Quand Abraham, Joseph et Moïse éclairent nos propres histoires, éd. Mame, Paris, 2014 ISBN 978-2728919635
- Bible et famille. Quand Salomé, le psalmiste et la Samaritaine éclairent nos propres histoires, éd. Mame, Paris, 2015.
- « Familles postmodernes. En deçà d’un pluralisme relativiste », in Nouvelle revue théologique 137/4 2015), p. 587-596.
- « La communion fraternelle : égaux et différents. Qui sont mes frères (Mt 12,48) ? », in L’ecclésiologie de communion et la collaboration entre laïcs et prêtres dans la mission, éd. de l’Emmanuel, 2015, p. 21-50.
- Petits mystiques. Étincelles spirituelles, éd. de l'Emmanuel, 2018, 150 p. ISBN 978-2-3538-9640-0
- « Modelli di famiglia e filiazione », in Dizionario su sesso amore e fecondità, a cura di Josè Noriega e René & Isabelle Ecochard, ed. Cantagalli, Siena, 2019, p. 640-646.
- J'existe: Un autre regard sur les célibataires, Éditions de l'Emmanuel, 2020, 176p.
- « La famille et le mariage à l’aube du Predefinição:S-. Mémoire et perspective », in La famille aujourd’hui. À l’écoute des cris du terrain, sous la dir. de P. DURRANDE, A. MUTUALE et M.-P. FRANCIS, Mame, 2021, p. 115-124.
- « Sarah, de l’aube au crépuscule. Donner vie », in Les familles. Enjeux et défis pour aujourd’hui, éd. Saint-Léger, Saumur, 2021, p. 67-88.
- AA.VV., De cœur et de raison. Pour un renouveau de l’apologétique, sous la dir. d’Olivier Bonnewijn, ed. de l’Emmanuel, Paris, 2022.

### Livros para jovens
- Un ami extraordinaire. Les aventures de Jojo et Gaufrette, Paris, Éditions de l'Emmanuel, 2009, 44 p. ISBN 978-2-35389-057-6 ; trad. en anglais An Extraordinary Friend: The Adventures of Jamie and Bella, Ignatius Press, 2012, 44 p. ISBN 9781586177720
- Les trois roses, 2009 ISBN 978-2-35389-058-3 ; trad. en anglais The Three Roses, 2012.
- Les Chaussons à Paray, 2009 ISBN 9782353890934
- Orage dans la maison, 2009 ISBN 9782353890941
- Au bord de l'Océan, 2010, ISBN 9782353890996 ; tard ; en anglais By the Sea, 2014.
- Bye bye tristesse !, 2010 ISBN 9782353891023
- Le coffret bleu, 2010, 45 p. ISBN 9782353891009
- Noël explosif, 2010 ISBN 9782353891016
- Anniversaire surprise, 2012 ISBN 9782353891894
- Dans le secret, 2012 ISBN 9782353891887
- Les marques mystérieuses, 2012 ISBN 9782353891863
- Place Saint-Pierre, 2012 ISBN 9782353891870
- L’effet papillon, 2016.
- La lettre de sang, 2016.